# China Exim Bank
China Exim Bank (także: Export-Import Bank of China, chiń. upr. 中国进出口银行; chiń. trad. 中國進出口銀行; pinyin Zhōngguó Jìnchūkǒu Yínháng) – jeden z trzech instytucjonalnych banków w Chinach, założony w celu implementacji polityki państwowej w przemyśle, handlu zagranicznym, gospodarce i finansach. Celem nadrzędnym tego banku, założonego w 1994 przez Radę Państwa Chińskiej Republiki Ludowej, jest promocja chińskich produktów i usług, szczególnie w segmencie elektroniki i wyrobów high-tech. Finansuje dużą część inwestycji chińskich na terenie Azji, Afryki i Ameryki Łacińskiej.
Podczas wizyty premiera Chińskiej Republiki Ludowej Wen Jiabao w Polsce w kwietniu 2012 podjęta została decyzja o budowie w Europie Środkowo-Wschodniej przez China Exim Bank linii finansowej w wysokości 10 mld dolarów w celu finansowania inwestycji chińskich w infrastrukturę, energetykę, logistykę, telekomunikację, przy czym Polska ma by być krajem, na terenie którego zostanie zrealizowanych większość z wyżej wspomnianych inwestycji.